# Alfred Ploetz
Pour les articles homonymes, voir Ploetz.
Alfred Ploetz (né le 22 août 1860 à Swinemünde, arrondissement d'Usedom-Wollin et mort le 20 mars 1940 à Herrsching) est un médecin allemand connu comme le fondateur et l'ardent promoteur de l'hygiène raciale allemande.

## Biographie
En 1895, il publie Fondements d’une hygiène des races, ouvrage dans lequel il se propose, afin de lutter contre la dégénérescence (qui était alors une peur partagée dans les élites intellectuelles), de réconcilier les théories de l'évolution, le racisme et l’eugénisme. Selon lui l'hygiène raciale  est « la tentative de maintenir l'espèce en bonne santé et de perfectionner ses dispositions héréditaires. »
Il a plusieurs fois séjourné aux États-Unis, il a fait ses études de médecine à Zurich.
Dans sa perspective la santé de l'espèce et celles des individus peuvent être en contradiction ; il fait partie des théoriciens pour lesquels les progrès de la médecine ont un effet délétère sur la "race" car ils permettent de réduire l'impact des maladies et donc de sauver des individus qui, sans aide extérieure, n'auraient pas survécu.
Très tôt, il est convaincu du besoin de maintenir la « pureté » de la race allemande et fonde en 1879 une société raciste secrète[réf. nécessaire]. Il étudie d'abord les sciences politiques où il rencontre Ferdinand Simon, les frères Carl et Gerhart Hauptmann, Heinrich Lux, et Charles Proteus Steinmetz et surtout Ernst Rüdin avec lequel il fonde la Société d'hygiène raciale d'orientation eugéniste.
Ploetz fonde la revue Archiv für Rassen-und Gesellschaftsbiologie avec Fritz Lenz comme rédacteur en chef. En 1905, il fonde également la Deutsche Gesellschaft für Rassenhygiene (l'association allemande d'hygiène raciale) dont Francis Galton, Ernst Haeckel et August Weismann sont membres d'honneur.
Il devient docteur honoris causa de l'Université de Munich en 1930.